# Assad Bucaram
Assad Bucaram Elmhalin (24 décembre 1916 – 5 novembre 1981) est un homme politique équatorien d'origine libanaise. Il a été maire de Guayaquil (1962-1963, 1967-1970). Il a été élu député pour la ville de Guayaquil, et Président de l'Assemblée Nationale d'Equateur. Il a dirigé le parti politique Concentracion de Fuerzas Populares (CFP)[réf. nécessaire].

## Biographie
Assad Bucaram est né vraisemblablement dans la ville d'Ambato, province de Tungurahua. Ses parents furent Abdalá Bucaram et Martha Elmhalim, tous deux de nationalité libanaise[réf. nécessaire].
Sa famille s'est installée dans la ville de Guayaquil, où il a effectué ses études au Colegio Salesiano Cristóbal Colón, où il a obtenu son baccalauréat[réf. nécessaire].
Il a pris part à la vie sportive équatorienne, et a occupé la présidence du Comité olympique équatorien[réf. nécessaire].
Assad Bucaram  s'est inscrit au parti Concentración de Fuerzas Populares (CFP) en 1956. Il a été candidat aux élections législatives la même année et a été élu député pour la province du Guayas. Il a été réélu en 1958 et en 1961. Il a été élu Conseiller Provincial, et en 1960, il a obtenu la charge de Préfet Provincial du Guayas, jusqu'en 1962.
La même année, il a été élu Maire de Guayaquil. Il a commencé à être reconnu comme une figure politique d'importance, et était appelé familièrement "Don Buca".
En 1963, au moment de l'instauration de la Junte militaire, il a du pour la première fois s'exiler en Colombie. Il en est revenu pour se battre clandestinement contre la dictature, mais il a été arrêté et a du s'exiler à nouveau.
En mars 1966, après le retour de la démocratie, Assad Bucaram revient au pays. Il est élu député. L'année suivante, il est à nouveau élu Maire de Guayaquil.
En 1970, il est élu Préfet Provincial du Guayas, mais à la fin de la même année, il est exilé au Panama par le président José María Velasco Ibarra, qui venait de se proclamer dictateur.
Il est poursuivi et emprisonné par le gouvernement militaire du général Guillermo Rodríguez Lara. En 1978, lors du retour de la démocratie, il soutient la candidature de Jaime Roldós Aguilera à la présidence de la République qui est élu.
Le 10 août de la même année, il est nommé Président de la Chambre des Représentants. Il meurt à Guayaquil dans l'après midi du 5 novembre 1981, à l'âge de 64 ans. L'ensemble du parti CFP lui rend hommage.

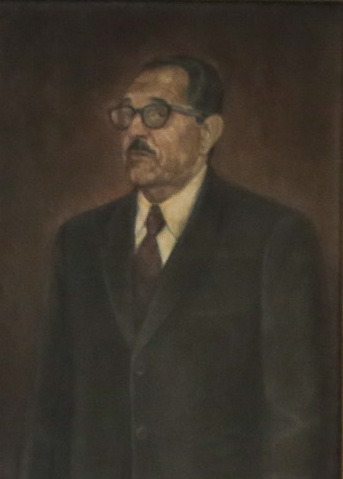
Portrait d'Assad Bucaram